# Canguçu
Canguçu egy község (município) Brazíliában, Rio Grande do Sul államban, a Tapes-hegyvidéken (Serra dos Tapes). 2022-ben népességét 49 680 főre becsülték.

## Nevének eredete
A Canguçu (régiesen Cangussú) név az őslakosoktól származik, azonban jelentése nem tisztázott. Ferreira monográfiája szerint „nagy fejet” jelent, eredeti formája acangussu volt (akã = fej, guassu = nagy), és egy bizonyos jaguárfajtát neveztek így. Más értelmezései: caa-guassu (nagy erdő) vagy can-assu (kiemelkedés, a dombokra utalva).

## Története
Területén tape indiánok (a guaranik egy csoportja) éltek. Az azori portugálok betelepülése valószínűleg legkorábban a 18. század második felében kezdődött; korábban az európaiak az óceánparton és a lagúnák mellett telepedtek le, valamint Viamão síkságán. 1762 és 1777 között heves összecsapások zajlottak a spanyolok és a portugálok között, akik mindketten a mai Rio Grande do Sul és Uruguay uralmára törekedtek; a portugál betelepülés szünetelt.
A harcok befejeződése után a portugál korona királyi földadományokat (sesmarias) osztott a telepeseknek; Canguçu települése 1793 körül kezdett kialakulni Paulo Rodrigues Xavier de Prates és João Francisco Teixeira de Oliveira birtokain, akik területet adományoztak egy kápolna építésére. A Nossa Senhora da Conceição kápolna alapkövét 1800. január 1-jén tették le, első káplánja Pedro Rodrigues Tourem atya volt. Házak épültek és hamarosan jól szervezett település alakult ki, 1812-ben pedig már plébánia létesült, amely kezdetben Rio Grande, majd 1830-tól Piratini község kerülete lett. Az uralkodó tevékenység ebben az időben az állattenyésztés volt, bár a mezőgazdaság is egyre nagyobb fellendülést mutatott.
1835-ben kitört a farroupilha-felkelés, de Canguçút sokáig elkerülték a harcok, csak 1843 őszén vívtak nagyobb csatát területén, a Coxilha do Fogón. A császáriakat Francisco Pedro de Abreu vezette, aki egészen a városig üldözte és szétszórta a forradalmárokat. Néhány hét múlva a forradalmár csapatok Antônio de Souza Neto, Bento Gonçalves és Camilo dos Santos Campelo vezetése alatt megtámadták Canguçút, de a császáriak Chico Pedro vezetésével hősiesen védekeztek és visszaverték a támadókat.
1857-ben Canguçu függetlenedett Piratinitől; önálló községgé alakult, és hozzácsatolták Nossa Senhora do Rosário do Cerrito plébániáját is, mint kerületet. Iskola, posta, közigazgatási intézmények alakultak, 1858-ban kinevezték az első rendőrfőnököt, 1866-ban az első városi bírót, 1878-ban pedig távirati iroda létesült. Haladó polgárai a köztársaságot támogatták, rabszolgáikat már az 1888-as Lei Áurea előtt felszabadították. Az 1893-as forradalom elkerülte a helyet. A 20. század elején a község, amelynek földterülete jelentős részben még kihasználatlanul állt, új telepeseket kapott: 1906-ban és 1912-ben németek érkeztek, majd később olaszok is jöttek. 1923-ban az államot a Borges de Medeiros kormányzó újraválasztása ellen tiltakozók lázadása rázta meg, a község területén elhúzódó harcok folytak, a városban pedig a lázadók és a legalisták végig egymásnak adták a kilincset.
1934-ben villamosították a települést. 1938-ban a községközpont nagyvárosi (cidade) rangot kapott. A 20. század közepén jelentéktelen iparú agrárközségként írják le, fő terménye a burgonya. 1948-ban, a Pelotas felől érkező vasútvonal megépülésével a mezőgazdaság további ösztönzést kapott.

## Leírása
Székhelye Canguçu, további kerületei nincsenek (történelme során számos kerülete alakult, de ezek később függetlenedtek, vagy pedig visszaolvadtak). A községközpont tengerszint feletti magassága 420 méter, távolsága Porto Alegretől 206 kilométer. Nedves szubtrópusi éghajlat jellemzi, az éves átlaghőmérséklet 15,1 ºC, a csapadék 1300 mm. Gazdasága ma is a mezőgazdaságra összpontosul, legfontosabb terménye a dohány, jelentős szarvasmarha- és baromfitenyésztő, ipara fejletlen.
Híres szülöttei: Hipólito Antônio Ribeiro tábornok (1825–1904) és Dom Otaviano Pereira de Albuquerque érsek (1866–1949).